# Geografie van Tsjechië

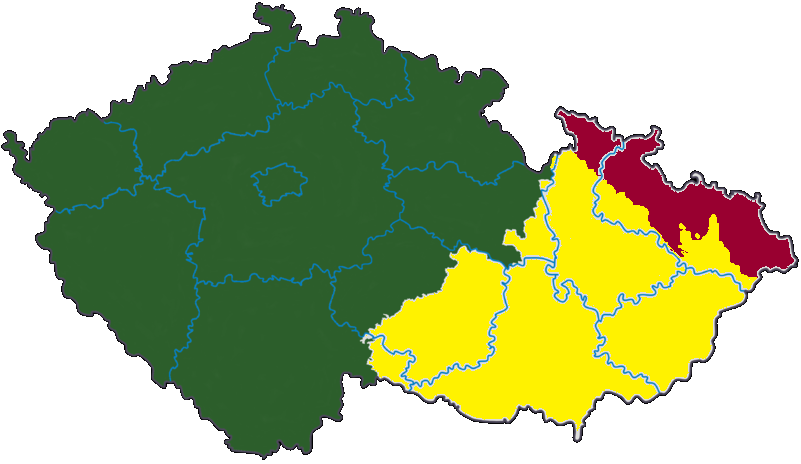
Historische landen en regiogrenzen in Tsjechië

Tsjechië ligt in Centraal-Europa en grenst in het westen aan Duitsland (815 km), in het noorden aan Polen (615 km), in het oosten aan Slowakije (197 km) en in het zuiden aan Oostenrijk (362 km). Historisch gezien bestaat het land uit drie deelregio's; Bohemen (Tsjechisch: Čechy, groen op de kaart hiernaast), Moravië (Morava, geel) en Tsjechisch Silezië (České Slezsko of Slezsko, rood). De meeste grenzen worden gevormd door gebergten. Langs de zuidwestgrens van het land ligt het Bohemer Woud (Šumava), in het noordwesten ligt het Ertsgebergte (Krušné hory) en in het noorden de Sudeten (Sudety) met onder andere het Reuzengebergte (Krkonoše). De oostgrens tussen Moravië en Slowakije bestaat uit de Karpaten (Karpaty) met de Beskiden (Beskidy) en Witte Karpaten (Bílé Karpaty). Alleen de zuidgrens met Neder-Oostenrijk bestaan voornamelijk uit een rivier, de Thaya (Dyje). Op de grens van Bohemen met Moravië ligt de Boheems-Moravische Hoogvlakte (Českomoravská vrchovina). Tsjechië is volledig door andere landen omsloten.

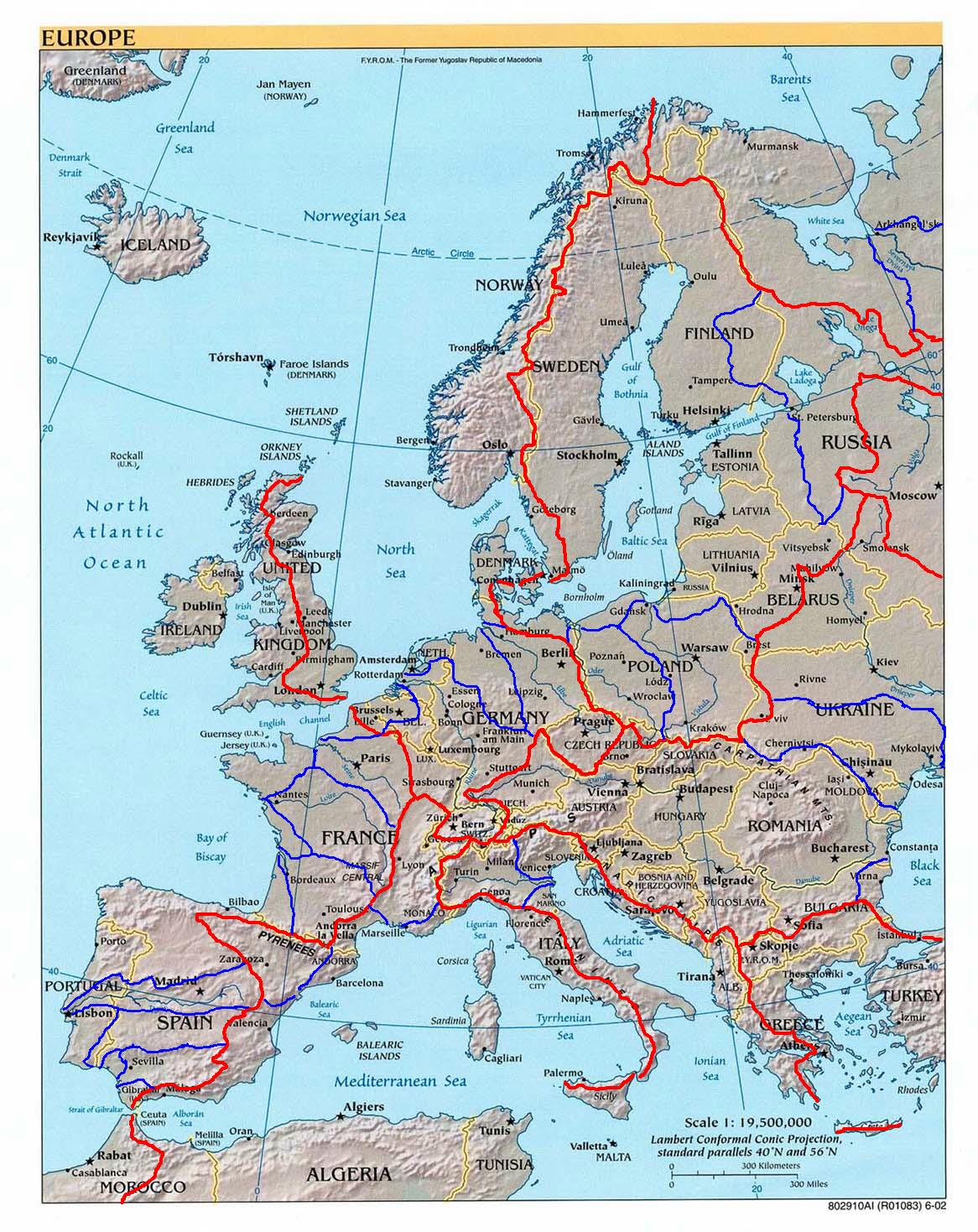
Stroomgebieden in Europa

Een aantal grote rivieren ontspringt in Tsjechië. Zo heeft de Elbe (Labe) zijn bron in het Reuzengebergte. Enkele andere grote rivieren in Bohemen zijn de Moldau (Vltava), de Berounka en de Sázava. De Moldau is de langste rivier in Tsjechië en mondt uit in de Elbe. De Berounka en Sázava zijn op hun beurt weer zijrivieren van de Moldau. Een grote rivier in Moravië is de Morava, en ook de Oder (Odra) ontspringt daar. De Thaya, mondt in de Morava uit, op het drielandenpunt tussen Oostenrijk, Slowakije en Tsjechië. Het water van Morava komt uiteindelijk in de Donau uit. De Tsjechische rivieren voeren daarmee hun water af naar drie verschillende zeeën: de Noordzee (via de Elbe), de Oostzee (via de Oder) en de Zwarte zee (via de Morava). Voor een overzicht van de rivieren in Tsjechië, zie de lijst van rivieren in Tsjechië.

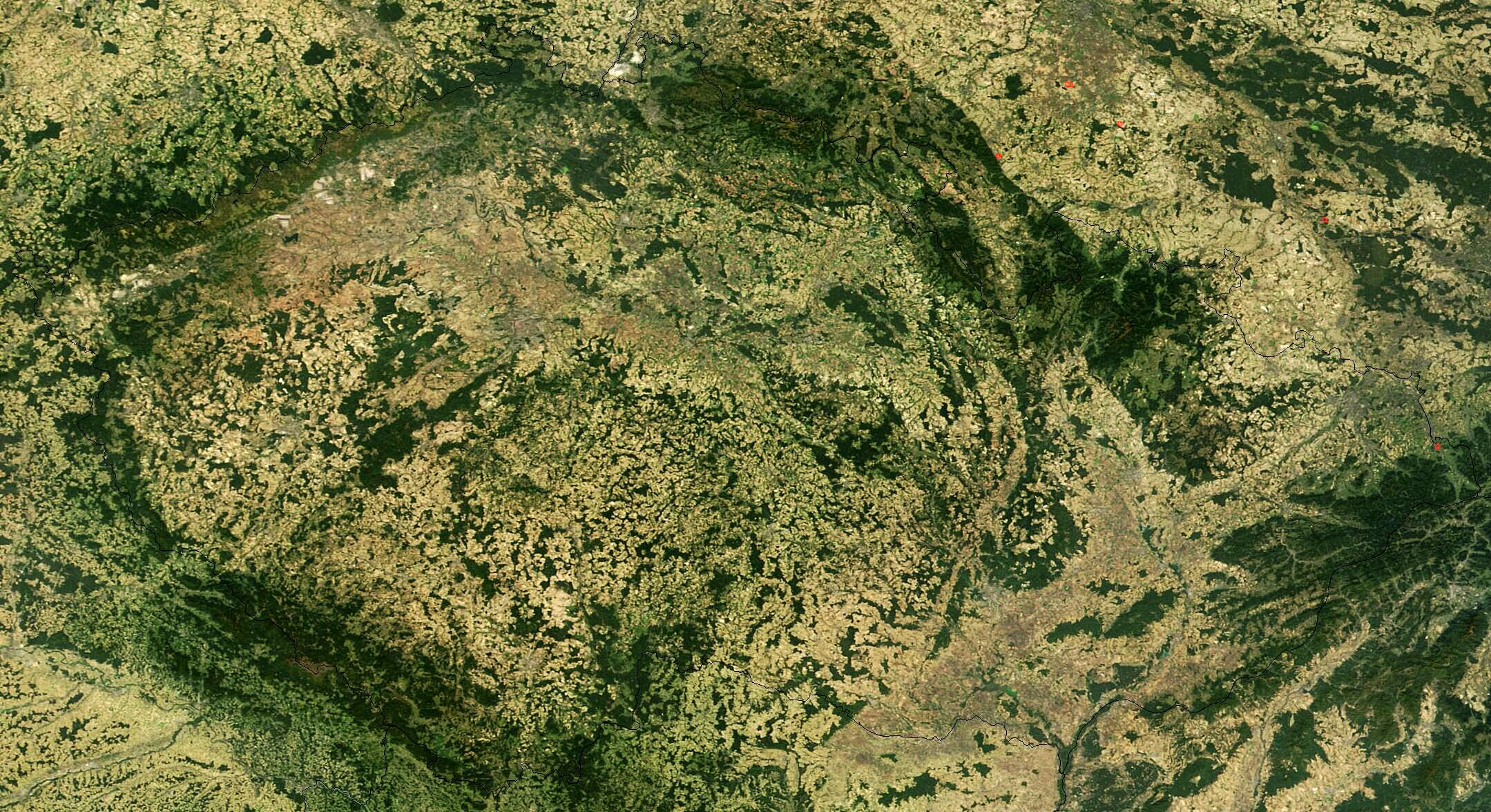
Satellietbeeld van Tsjechië

Het laagste punt van Tsjechië met een hoogte van 115 meter is Hřensko, waar de Elbe het land verlaat. Het hoogste punt is de Sneeuwkop. De 1.602 meter hoge top van deze berg ligt in het Reuzengebergte op de grens van Tsjechië en Polen. Voor een overzicht van de hoogste bergen van Tsjechië, zie de lijst van bergen in Tsjechië.

## Bestuurlijke indeling
Tsjechië is bestuurlijk verdeeld in veertien regio's (Tsjechisch: kraj). De regio's zijn op hun beurt verdeeld in in totaal 6248 gemeenten. Tussen de regio's en de gemeenten zit de laag van de 77 districten (okres). Officieel zijn de okresy in 2003 afgeschaft, maar de gebiedsindeling wordt nog veel gebruikt. De Tsjechische hoofdstad Praag is zowel gemeente als regio en district.

Regio’s van Tsjechië

| Letter | Regio          | Letter | Regio           |
| ------ | -------------- | ------ | --------------- |
| A      | Praag          | B      | Zuid-Moravië    |
| C      | Zuid-Bohemen   | E      | Pardubice       |
| H      | Hradec Králové | J      | Vysočina        |
| K      | Karlsbad       | L      | Liberec         |
| M      | Olomouc        | P      | Pilsen          |
| S      | Midden-Bohemen | T      | Moravië-Silezië |
| U      | Ústí nad Labem | Z      | Zlín            |

### Praag
De Tsjechisch hoofdstad Praag heeft een afwijkende indeling in vergelijking met de rest van Tsjechië. De stad zelf is als enige stad een regio. Praag is niet zoals de andere regio’s onderverdeeld in gemeenten, maar in 22 administratieve districten (spravní obvody) en 57 gemeentelijke districten (městské části). Functioneel nemen deze de meeste taken van de gemeenten waar.

## Steden
In totaal hebben 602 van de 6248 Tsjechische gemeenten stadsrechten. Zie voor een overzicht van alle plaatsen met stadsrechten de lijst van Tsjechische steden. De grootste stad van Tsjechië is de hoofdstad Praag. Met 1.154.808 inwoners is Praag meer dan drie keer zo groot als de op een na grootste stad, Brno. Andere steden met meer dan 100.000 inwoners zijn Pilsen, Hradec Králové, Ostrava en Liberec. Voor een overzicht van de grootste steden van het land, zie de lijst van grote Tsjechische steden.

## Klimaat
Het klimaat van Tsjechië behoort tot het Midden-Europese type waarin het klimaat van west naar oost gaande een steeds sterker continentaal karakter krijgt. Streken in de dalen van Bohemen hebben een laag neerslagcijfer. Weer andere gebieden in Bohemen hebben een onstabieler klimaat, dat lijkt op het Nederlandse klimaat. Het waait alleen wat minder hard en er valt veel meer sneeuw. De gemiddelde neerslag is in de dalen 450 tot 650 mm per jaar en in de bergen 1000 tot 2000 mm.
In de winter valt er geregeld sneeuw in de berggebieden, in de lager gelegen gebieden wisselen sneeuw en regen elkaar af. De gemiddelde januaritemperatuur over de periode 1961 tot 1990 varieert van ongeveer minus 6°C in de berggebieden tot vlak onder het vriespunt in de grote, lager gelegen, steden zoals Praag. In de bergen blijft de sneeuw gewoonlijk tot het midden van het voorjaar liggen. In deze periode staan de rivieren op hun maximum hoogte, vanwege de smeltende sneeuw. In de zomer (vooral juli) kunnen de temperaturen boven de 30 graden uitkomen. De gemiddelde temperatuur in de bergen is dan echter maar zo'n 11 graden, in de steden ligt het rond de 19. De gemiddelde temperatuur duikt meestal begin oktober weer onder de 10-graden-grens.
Hiernaast de klimaatdiagrammen van de wijk Ruzyně in Praag en de berg Lysá hora in het noordoosten van Tsjechië. Te zien is dat de temperatuur op de berg lager ligt dan in de stad, en dat er veel meer neerslag valt. In de categorie Climate diagrams of the Czech Republic op Wikimedia Commons zijn meer klimaatdiagrammen van andere locaties in Tsjechië te vinden.

## Statistieken
| Bijzonderheid                                      | Coördinaten                    | Gemeente   |
| -------------------------------------------------- | ------------------------------ | ---------- |
| Meest westelijke punt (op de grens met Duitsland)  | 50° 15′ 7″ NB, 12° 5′ 29″ OL   | Krásná     |
| Meest oostelijke punt (op de grens met Polen)      | 49° 33′ 1″ NB, 18° 51′ 32″ OL  | Bukovec    |
| Meest noordelijke punt (op de grens met Duitsland) | 51° 3′ 20″ NB, 14° 18′ 58″ OL  | Lobendava  |
| Meest zuidelijke punt (op de grens met Oostenrijk) | 48° 33′ 9″ NB, 14° 19′ 59″ OL  | Vyšší Brod |
| Geografisch midden                                 | 49° 44′ 37″ NB, 15° 20′ 19″ OL | Číhošť     |